# Albion (William Blake)
 (juillet 2022).
Si vous disposez d'ouvrages ou d'articles de référence ou si vous connaissez des sites web de qualité traitant du thème abordé ici, merci de compléter l'article en donnant les références utiles à sa vérifiabilité et en les liant à la section « Notes et références ».

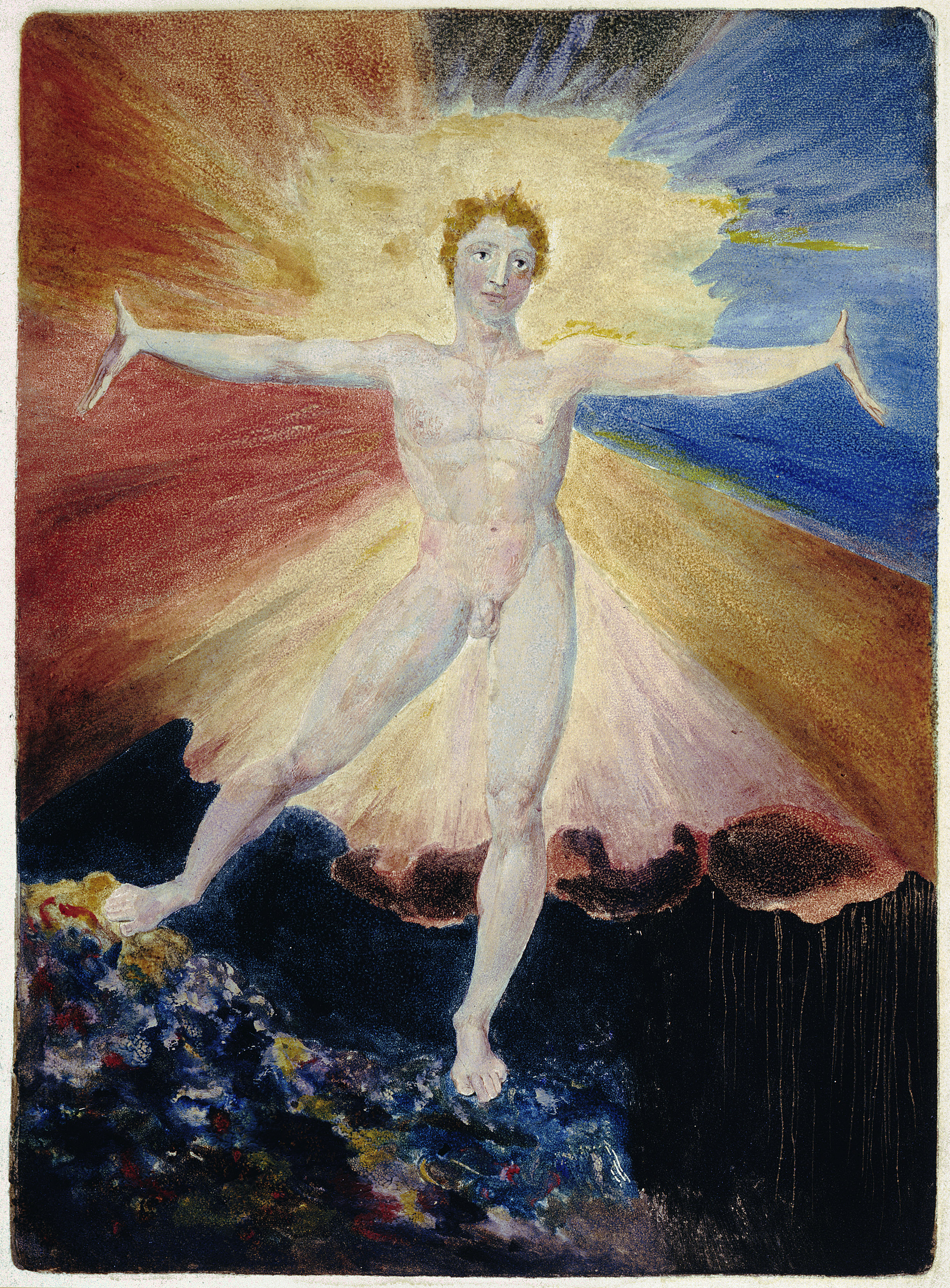

Albion dans la mythologie de la création de William Blake (1757-1827) est l'homme primordial de l'île, qui s'est divisé en quatre Zoas : Urthona, Urizen, Luvah et Tharmas, chacun représentant des aspects importants de la personnalité humaine.
L'objet transneptunien (15760) Albion porte son nom.